# Rohtak (Distrikt)
Der Distrikt Rohtak (Hindi रोहतक जिला Rohtak Jila, Panjabi ਰੋਹਤਕ ਜ਼ਿਲਾ) ist ein Distrikt im indischen Bundesstaat Haryana und Teil der National Capital Region. Verwaltungssitz ist die gleichnamige Stadt Rohtak.

## Geographie
Die Distrikt liegt östlich-zentral in Haryana und nordwestlich der Bundeshauptstadt Delhi. Dis Distrikthauptstadt Rohtak liegt etwa 50 Kilometer vom Zentrum Delhis entfernt. Die angrenzenden Distrikte sind Bhiwani im Westen, Charkhi Dadri im Südwesten, Jhajjar im Süden, Sonipat im Osten und Norden, sowie Jind im Norden.
Physiogeographisch bildet der Distrikt eine flache Ebene, die erdgeschichtlich aus Schwemmland der Flüsse des Indus-Ganges-Beckens entstanden ist. Die Höhe über dem Meeresspiegel variiert zwischen 215 und 222 Metern und nimmt von Südwesten nach Nordosten langsam zu. Größe natürliche Flüsse gibt es nicht und das Hauptfließgewässer ist der künstlich angelegte Artificial Main Drain No. 8.

## Klima
Das Klima kann als subtropisches Monsunklima charakterisiert werden, mit überwiegender Trockenheit außer während der Monsunzeit, heißen Sommern, sowie milden Wintern. Der Sommer dauert von Mitte März bis Ende Juni. Daran schließt sich die Zeit des Südwestmonsuns an, die etwa 84 % (499 mm) des Jahresniederschlags von durchschnittlich 592 mm mit sich bringt. Anschließend folgt von September bis November eine Übergangszeit („Nach-Monsunzeit“) und spät im November beginnt der Winter, der bis Anfang März dauert. Die Maximaltemperaturen werden mit durchschnittlich 40,5 °C im Mai/Juni erreicht und die Minimaltemperaturen mit durchschnittlich 7 °C im Januar.

## Geschichte
Das Gebiet Rohtaks gelangte mit dem Vertrag von Surji Arjungaon 1803 im Zweiten Marathenkrieg unter die Herrschaft der Britischen Ostindien-Kompanie. Die Kompanie übte die Herrschaft zunächst nicht direkt aus, sondern übertrug diese an den verbündeten Nawab von Dujana. Dieser gab es jedoch 1809 teilweise wieder an die Kompanie zurück, da er nicht über die Machtmittel verfügte, es unter seine Kontrolle zu bringen. Im Jahr 1824 wurde der Distrikt Rohtak als Verwaltungsdistrikt gebildet. Danach gab es zahlreiche Gebietsänderungen. 1841 bis 1842 war der Distrikt kurzzeitig aufgelöst, wurde aber wieder gebildet. 1857 wechselte der Distrikt von der bisherigen Zugehörigkeit zu den North-Western Provinces zur Provinz Punjab. Nach der Unabhängigkeit Indiens 1947 wurde der kleine Fürstenstaat Dujana 1948 in den Distrikt inkorporiert. Am 22. Dezember 1972 wurde aus den Tehsils Sonipat und Gohana der Distrikt Sonipat gebildet. Vom 16. Oktober 1989 bis 24. Juli 1991 gehörte das Tehsil Gohana erneut zu Rohtak, kam dann aber wieder zu Sonipat. Des Weiteren gab es kleine Gebietsangleichungen in den Jahren 1981 bis 2001 mit den Distrikten Hisar, Jind, Bhiwani und Rewari. Zwischen 2001 und 2011 blieben die äußeren Distriktgrenzen konstant.

## Bevölkerung
| Jahr | Einwohner |
| ---- | --------- |
| 2001 | 940.128   |
| 2011 | 1.061.204 |

Die Einwohnerzahl lag bei der Volkszählung 2011 bei 1.061.204. Die Bevölkerungswachstumsrate im Zeitraum von 2001 bis 2011 betrug 12,88 %. Rohtak wies ein Geschlechterverhältnis von 867 Frauen pro 1000 Männer und damit den in Haryana besonders ausgeprägten Männerüberschuss auf. Der Distrikt hatte 2011 eine Alphabetisierungsrate von 80,22 %, eine Steigerung um knapp 7 Prozentpunkte gegenüber dem Jahr 2001. Die Alphabetisierung lag damit über dem nationalen Durchschnitt (74,0 %) und über dem Durchschnitt Haryanas (75,6 %). In religiöser Hinsicht war der Distrikt außerordentlich homogen: etwa 98,4 % der Bevölkerung waren Hindus, 0,8 % Muslime, 0,4 % Sikhs, 0,3 % Jainas, 0,1 % Christen und 0,1 % gaben keine Religionszugehörigkeit an oder gehörten anderen Religionen an.
Knapp 42,0 % der Bevölkerung lebten 2011 in Städten. Größte Stadt war Rohtak mit 374.292 Einwohnern.